# Mia Werber

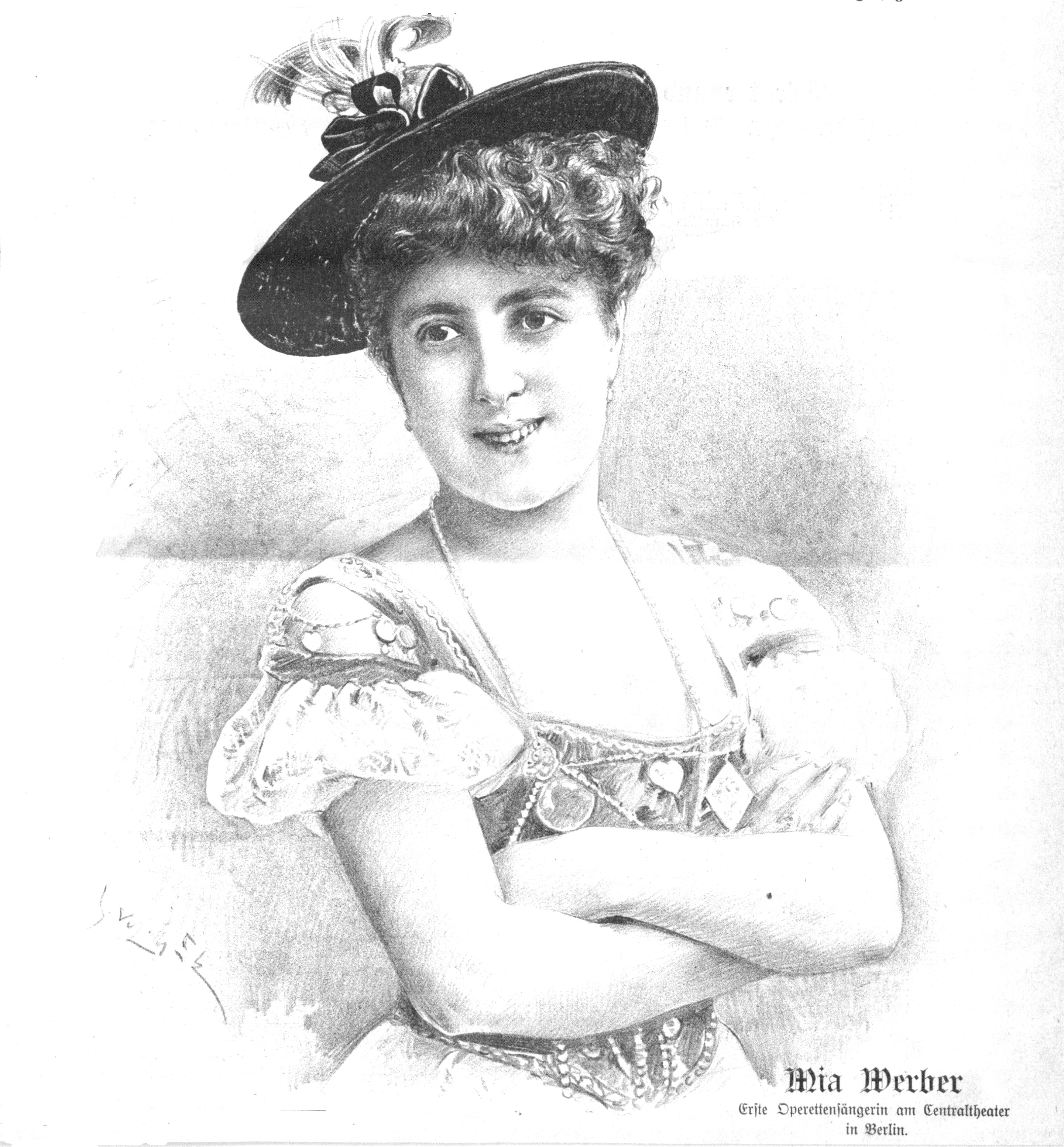
Mia Werber im Jahre 1902

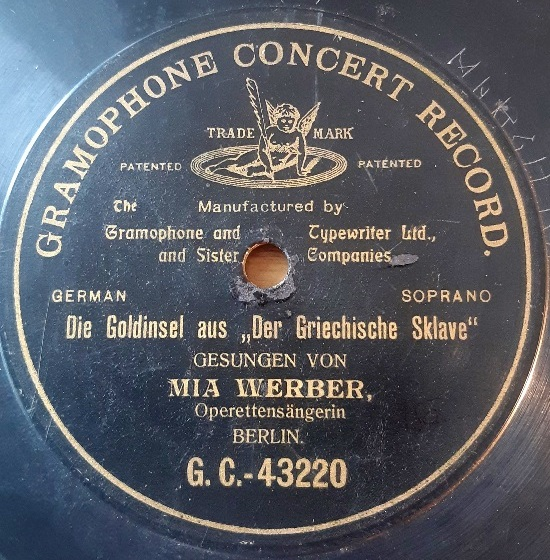
Schallplatte von Mia Werber (Berlin 1902)

Mia Werber, geboren als Maria Tachauer, (geboren am 10. November 1876 in Wien, Österreich-Ungarn; gestorben 1943 im Ghetto Theresienstadt, Protektorat Böhmen und Mähren) war eine österreichische Sängerin (Sopran) an deutschen Operettenbühnen und ein Opfer des Holocausts.

## Leben
Die Wiener Kaufmannstochter Maria „Mia“ Tachauer erhielt von November 1893 bis April 1897 Gesangsunterricht bei Anna Dubois-Dollinger. Ihr Debüt gab die zierliche Künstlerin am 25. April 1896 im Englisch-Französischen Konversations-Klub. 1897 führte sie ihr erstes Festengagement an das Hamburger Carl-Schultze-Theater. Als Sopranistin machte sie daraufhin schnell Karriere in Berlin, wo sie 1898 einer Verpflichtung an das Thalia-Theater nachkam. Ihre erste große Partie wurde die Mimosa in der Operette Die Geisha von Sidney Jones. Rasch erfreute sich Mia Werber großer Beliebtheit beim Berliner Publikum, das sie am Lessing- und vor allem Central-Theater, dem Mia Werber von 1899 bis 1908 angehörte, erleben konnte. In der Spielzeit 1908/09 gehörte sie dem Neue Berliner Operettentheater an, von 1910 bis 1911 ging sie auf große Südamerika-Tournee. Zuletzt, ehe sie freiberuflich in Gastspielen auftrat, gehörte Mia Werber dem Stadttheater von Königsberg an.
Werbers zarter Körperbau ließ sie zur Idealbesetzung der Puppe im gleichnamigen Stück (Die Puppe) werden. Große Erfolge feierte Mia Werber auch als Niniche in Die Exzellenz, als Maja in Der griechische Sklave und als Titelfigur in Die Schöne von New York (nach dem amerikanischen Musical The Belle of New York). 1920, im Alter von 44 Jahren, nahm sie Abschied von der Bühne, blieb dem Musiktheater aber weiterhin als Gesangslehrerin in Berlin verbunden.
Seit dem Februar 1902 bis ins Jahr 1921 hinein nahm Mia Werber in Berlin auch zahlreiche Platten auf, mit alten Erfolgspartien wie auch mit neu einstudierte Liedern, darunter Die Geisha, Das süße Mädel, Les Hirondelles, Der Rastelbinder, Der Vogelhändler, Die Dollarprinzessin und The Belle of New York. Mia Werber befand sich bereits im Halbruhestand, als in Deutschland die Nationalsozialisten die Macht ergriffen und sie schließlich mit Auftrittsverbot belegten. Im Krieg erfolgte ihre Deportation, 1943 endete Mia Werbers Leben im KZ Theresienstadt.

## Tondokumente
Die Stimme von Mia Werber ist durch Schallplatten der Marke G&T (Berlin 1902 und 1906), Columbia (New York 1903), Zonophone (Berlin 1908) und Parlophon (Berlin 1921) erhalten geblieben.